# Thereva circumscripta
Thereva circumscripta är en tvåvingeart som beskrevs av Friedrich Hermann Loew 1847. Thereva circumscripta ingår i släktet Thereva och familjen stilettflugor. Arten har ej påträffats i Sverige. Inga underarter finns listade i Catalogue of Life.